# Olympische Sommerspiele 2024/Beachvolleyball/Qualifikation
Für die Beachvolleyballturniere der Olympischen Spiele 2024 qualifizierten sich bei den Männern und Frauen jeweils 24 Mannschaften. Der Qualifikationszeitraum begann am 1. Januar 2023 mit der Volleyball World Beach Pro Tour und endete am 22. Juni 2024 mit den letzten Continental Cup Finals.

## Verteilung der Quotenplätze
Der Qualifikationsmodus war bei den Männern und Frauen identisch. Frankreich stand als Gastgeber pro Geschlecht ein Quotenplatz zu. Pro Geschlecht durfte jedes NOK maximal zwei Paare stellen. Der erste Quotenplatz wurde bei der Weltmeisterschaft 2023 vergeben. Zudem qualifizierten sich jeweils die Sieger der fünf Continental Cups. Die jeweils 17 restlichen Plätze wurden über das FIVB Beach Volleyball Olympic Ranking verteilt. Dieses setzte sich zusammen aus den zwölf besten Leistungen einer Mannschaft, die bei der Weltmeisterschaft 2023, bei der Volleyball World Beach Pro Tour (Elite16, Challenge, Future) und bei anerkannten Continental Tour Finals vom 1. Januar 2023 bis zum 9. Juni 2024 erzielt wurden. Die Nominierung der Teams durch die NOKs erfolgte bis zum 28. Juni 2024.

## Übersicht
| Nation             | Teams  | Teams  | Teams  |
| Nation             | Männer | Frauen | Gesamt |
| ------------------ | ------ | ------ | ------ |
| Ägypten            |        | 1      | 1      |
| Australien         | 2      | 1      | 3      |
| Brasilien          | 2      | 2      | 4      |
| Chile              | 1      |        | 1      |
| China              |        | 1      | 1      |
| Deutschland        | 1      | 2      | 3      |
| Frankreich         | 2      | 2      | 4      |
| Italien            | 2      | 1      | 3      |
| Japan              |        | 1      | 1      |
| Kanada             | 1      | 2      | 3      |
| Katar              | 1      |        | 1      |
| Kuba               | 1      |        | 1      |
| Lettland           |        | 1      | 1      |
| Litauen            |        | 1      | 1      |
| Marokko            | 1      |        | 1      |
| Niederlande        | 2      | 1      | 3      |
| Norwegen           | 1      |        | 1      |
| Österreich         | 1      |        | 1      |
| Paraguay           |        | 1      | 1      |
| Polen              | 1      |        | 1      |
| Schweden           | 1      |        | 1      |
| Schweiz            |        | 2      | 2      |
| Spanien            | 1      | 2      | 3      |
| Tschechien         | 1      | 1      | 2      |
| Vereinigte Staaten | 2      | 2      | 4      |
| Gesamt: 25 NOKs    | 24     | 24     | 48     |

## Männer
| Qualifikation                         | Datum               | Gastgeber | Plätze | Nominierte Teams                     | Nation             |
| ------------------------------------- | ------------------- | --------- | ------ | ------------------------------------ | ------------------ |
| Gastgeber                             | —                   | —         | 1      | Youssef Krou / Arnaud Gauthier-Rat   | Frankreich         |
| Weltmeisterschaft 2023                | 6. – 15. Okt. 2023  | Tlaxcala  | 1      | Ondřej Perušič / David Schweiner     | Tschechien         |
| FIVB Beach Volleyball Olympic Ranking | 10. Juni 2024       | Lausanne  | 17     | David Åhman / Jonatan Hellvig        | Schweden           |
| FIVB Beach Volleyball Olympic Ranking | 10. Juni 2024       | Lausanne  | 17     | Anders Mol / Christian Sørum         | Norwegen           |
| FIVB Beach Volleyball Olympic Ranking | 10. Juni 2024       | Lausanne  | 17     | Clemens Wickler / Nils Ehlers        | Deutschland        |
| FIVB Beach Volleyball Olympic Ranking | 10. Juni 2024       | Lausanne  | 17     | André Loyola / George Wanderley      | Brasilien          |
| FIVB Beach Volleyball Olympic Ranking | 10. Juni 2024       | Lausanne  | 17     | Andy Benesh / Miles Partain          | Vereinigte Staaten |
| FIVB Beach Volleyball Olympic Ranking | 10. Juni 2024       | Lausanne  | 17     | Stefan Boermans / Yorick de Groot    | Niederlande        |
| FIVB Beach Volleyball Olympic Ranking | 10. Juni 2024       | Lausanne  | 17     | Evandro Gonçalves / Arthur Mariano   | Brasilien          |
| FIVB Beach Volleyball Olympic Ranking | 10. Juni 2024       | Lausanne  | 17     | Paolo Nicolai / Samuele Cottafava    | Italien            |
| FIVB Beach Volleyball Olympic Ranking | 10. Juni 2024       | Lausanne  | 17     | Michał Bryl / Bartosz Łosiak         | Polen              |
| FIVB Beach Volleyball Olympic Ranking | 10. Juni 2024       | Lausanne  | 17     | Matthew Immers / Steven van de Velde | Niederlande        |
| FIVB Beach Volleyball Olympic Ranking | 10. Juni 2024       | Lausanne  | 17     | Cherif Younousse / Ahmed Tijan       | Katar              |
| FIVB Beach Volleyball Olympic Ranking | 10. Juni 2024       | Lausanne  | 17     | Chase Budinger / Miles Evans         | Vereinigte Staaten |
| FIVB Beach Volleyball Olympic Ranking | 10. Juni 2024       | Lausanne  | 17     | Pablo Herrera / Adrián Gavira        | Spanien            |
| FIVB Beach Volleyball Olympic Ranking | 10. Juni 2024       | Lausanne  | 17     | Adrian Carambula / Alex Ranghieri    | Italien            |
| FIVB Beach Volleyball Olympic Ranking | 10. Juni 2024       | Lausanne  | 17     | Zachery Schubert / Thomas Hodges     | Australien         |
| FIVB Beach Volleyball Olympic Ranking | 10. Juni 2024       | Lausanne  | 17     | Noslen Diaz / Jorge Alayo            | Kuba               |
| FIVB Beach Volleyball Olympic Ranking | 10. Juni 2024       | Lausanne  | 17     | Julian Hörl / Alexander Horst        | Österreich         |
| CEV Continental Cup Final             | 13. – 16. Juni 2024 | Jūrmala   | 1      | Julien Lyneel / Rémi Bassereau       | Frankreich         |
| AVC Continental Cup Final             | 21. – 23. Juni 2024 | Ningbo    | 1      | Izac Carracher / Mark Nicolaidis     | Australien         |
| CAVB Continental Cup Final            | 20. – 23. Juni 2024 | Agadir    | 1      | Mohamed Abicha / Zouheir Elgraoui    | Marokko            |
| CSV Continental Cup Final             | 21. – 23. Juni 2024 | Iquique   | 1      | Esteban Grimalt / Marco Grimalt      | Chile              |
| NORCECA Cont. Cup Final               | 21. – 23. Juni 2024 | Tlaxcala  | 1      | Daniel Dearing / Sam Schachter       | Kanada             |
| Gesamt                                | Gesamt              | Gesamt    | 24     | 24                                   | 24                 |

## Frauen
| Qualifikation                         | Datum               | Gastgeber | Plätze | Nominierte Teams                           | Nation                 |
| ------------------------------------- | ------------------- | --------- | ------ | ------------------------------------------ | ---------------------- |
| Gastgeber                             | —                   | —         | 1      | Aline Chamereau / Clémence Vieira          | Frankreich             |
| Weltmeisterschaft 2023                | 6. – 15. Okt. 2023  | Tlaxcala  | 1      | Sara Hughes / Kelly Cheng                  | Vereinigte Staaten     |
| FIVB Beach Volleyball Olympic Ranking | 10. Juni 2024       | Lausanne  | 17     | Duda Lisboa / Ana Patrícia Ramos           | Brasilien              |
| FIVB Beach Volleyball Olympic Ranking | 10. Juni 2024       | Lausanne  | 17     | Taryn Kloth / Kristen Nuss                 | Vereinigte Staaten     |
| FIVB Beach Volleyball Olympic Ranking | 10. Juni 2024       | Lausanne  | 17     | Melissa Humana-Paredes / Brandie Wilkerson | Kanada                 |
| FIVB Beach Volleyball Olympic Ranking | 10. Juni 2024       | Lausanne  | 17     | Bárbara Seixas / Carol Solberg             | Brasilien              |
| FIVB Beach Volleyball Olympic Ranking | 10. Juni 2024       | Lausanne  | 17     | Raïsa Schoon / Katja Stam                  | Niederlande            |
| FIVB Beach Volleyball Olympic Ranking | 10. Juni 2024       | Lausanne  | 17     | Nina Brunner / Tanja Hüberli               | Schweiz                |
| FIVB Beach Volleyball Olympic Ranking | 10. Juni 2024       | Lausanne  | 17     | Tīna Graudiņa / Anastasija Samoilova       | Lettland               |
| FIVB Beach Volleyball Olympic Ranking | 10. Juni 2024       | Lausanne  | 17     | Xue Chen / Xia Xinyi                       | China                  |
| FIVB Beach Volleyball Olympic Ranking | 10. Juni 2024       | Lausanne  | 17     | Marta Menegatti / Valentina Gottardi       | Italien                |
| FIVB Beach Volleyball Olympic Ranking | 10. Juni 2024       | Lausanne  | 17     | Cinja Tillmann / Svenja Müller             | Deutschland            |
| FIVB Beach Volleyball Olympic Ranking | 10. Juni 2024       | Lausanne  | 17     | Mariafe Artacho del Solar / Taliqua Clancy | Australien             |
| FIVB Beach Volleyball Olympic Ranking | 10. Juni 2024       | Lausanne  | 17     | Esmée Böbner / Zoé Vergé-Dépré             | Schweiz                |
| FIVB Beach Volleyball Olympic Ranking | 10. Juni 2024       | Lausanne  | 17     | Daniela Álvarez / Tania Moreno             | Spanien                |
| FIVB Beach Volleyball Olympic Ranking | 10. Juni 2024       | Lausanne  | 17     | Laura Ludwig / Louisa Lippmann             | Deutschland            |
| FIVB Beach Volleyball Olympic Ranking | 10. Juni 2024       | Lausanne  | 17     | Lézana Placette / Alexia Richard           | Frankreich             |
| FIVB Beach Volleyball Olympic Ranking | 10. Juni 2024       | Lausanne  | 17     | Ainė Raupelytė / Monika Paulikienė         | Litauen                |
| FIVB Beach Volleyball Olympic Ranking | 10. Juni 2024       | Lausanne  | 17     | Liliana Fernández / Paula Soria            | Spanien                |
| CEV Continental Cup Final             | 13. – 16. Juni 2024 | Jūrmala   | 1      | Barbora Hermannová / Marie-Sára Štochlová  | Niederlande Tschechien |
| CSV Continental Cup Final             | 14. – 16. Juni 2024 | Asunción  | 1      | Michelle Valiente / Giuliana Poletti       | Paraguay               |
| AVC Continental Cup Final             | 21. – 23. Juni 2024 | Ningbo    | 1      | Akiko Hasegawa / Miki Ishii                | Japan                  |
| CAVB Continental Cup Final            | 20. – 23. Juni 2024 | Agadir    | 1      | Marwa Abdelhady / Doaa Elghobashy          | Ägypten                |
| NORCECA Cont. Cup Final               | 21. – 23. Juni 2024 | Tlaxcala  | 1      | Heather Bansley / Sophie Bukovec           | Kanada                 |
| Gesamt                                | Gesamt              | Gesamt    | 24     | 24                                         | 24                     |